# Filipinomysz reliktowa
Filipinomysz reliktowa (Apomys abrae) – gatunek ssaka z podrodziny myszy (Murinae) w obrębie rodziny myszowatych (Muridae), występujący endemicznie na Filipinach. 

## Taksonomia
Gatunek po raz pierwszy zgodnie z zasadami nazewnictwa binominalnego opisał w 1952 roku amerykański teriolog Colin Campbell Sanborn nadając mu nazwę Rattus (Apomys) abrae. Holotyp pochodził z Massisiat, na wysokości 3500 ft (1067 m), w prowincja Abra, na wyspie Luzon, w Filipinach. 
Apomys abrae należy do podrodzaju Megapomys. A. abrae nie jest w pełni zróżnicowany od A. datae w opublikowanych analizach w oparciu o sekwencje mitochondrialne, co interpretuje się jako dowód introgresji w wyniku sporadycznej hybrydyzacji na górze Data; są sympatryczne na wysokości 1500–1650 m n.p.m., ale generalnie preferują różne siedliska. Analizy genetyczne i morfometryczne nie pozwoliły zidentyfikować żadnej silnej struktury filogeograficznej w obrębie zasięgu występowania A. abrae, ale potrzebne są dalsze badania w celu wyjaśnienia jego pozycji taksonomicznej. Autorzy Illustrated Checklist of the Mammals of the World uznają ten takson za gatunek monotypowy.

### Etymologia
- Apomys: Apo, Mindanao, Filipiny; gr. μυς mus, μυος muos „mysz”[7].
- abrae: prowincja Abra, Luzon, Filipiny[2].

## Zasięg występowania
Filipinomysz reliktowa występuje w Kordylierze Centralnej w północno-zachodniej części wyspy Luzon, położonej w północnej części Filipin. Ze względu na niepewną pozycję gatunku, jego zasięg nie jest dobrze określony.

## Morfologia
Długość ciała (bez ogona) 121–141 mm, długość ogona samic 120–144 mm, długość ucha 21–24 mm, długość tylnej stopy 33–39 mm; masa ciała 50–79 g. 

## Ekologia
Występowanie tego gryzonia stwierdzono na wysokościach od 1000 do 2000 m, okazjonalnie nawet 2500 m n.p.m.. 

## Populacja
Brakuje danych, aby przydzielić temu gryzoniowi kategorię zagrożenia. Potrzebne są dalsze badania nad jego pozycją taksonomiczną, historią naturalną i rozprzestrzenieniem.